# Modstandsradioen Danmarks Løver
Modstandsradioen Danmarks Løver var i 2010 et journalistisk net-magasin og radioprogram med reportager, analyser og kommentarer, der havde fokus på emner og problemstillinger relateret til den udlændingepolitiske debat. Desuden interview med forfattere som Benny Andersen, Carsten Jensen og Kirsten Thorup.
Radiomagasinet var inspireret af kronikken Modstandsbevægelsen mod Dansk Folkepartis besættelsesmagt  i Politiken den 23. august 2009, som fik over 1.000 kommentarer. I kronikken hed det bl.a., at det danske mediebillede er for ukritisk over for Dansk Folkeparti, og at de andre partier er for hurtige til at lade sig præge af partiets dagsorden. Desuden henvistes til en række citater fra den danske kulturarv, som man mente stod i kontrast til Dansk Folkepartis billede af danskheden.
Programmerne blev udsendt via Den2Radio. De kunne også høres på lokal- og regionalradioer og ligger fortsat til download på Danmarks Løvers hjemmeside .  I redaktionen var Rune Engelbreth Larsen, Flemming Chr. Nielsen og Birgitte Rahbek.